# Aiguille de la Grande Sassière
Aiguille de la Grande Sassière je hora v Grajských Alpách. Nachází se na francouzsko-italské hranici, v departementu Savojsko, v regionu Auvergne-Rhône-Alpes, na italské straně leží v regionu Údolí Aosty. 
Aiguille de la Grande Sassière je šestou nejvyšší horou Grajských Alp
a náleží mezi nejvyšší vrcholy Itálie a nejvyšší vrcholy Francie s prominencí vyšší než 500 metrů. Hora leží jihozápadně od údolí Val di Rhêmes. Části hor hraničního hřebene jsou zaledněné.